# Morsasco
Morsasco (piemontiul: Morzasch) település Olaszországban, Piemont régióban, Alessandria megyében. Lakosainak száma 616 fő (2023. január 1.).